# هيا راشد آل خليفة
الشيخة هيا راشد آل خليفة (ولدت في 18 أكتوبر، 1952)محامية رائدة ودبلوماسية من مملكة البحرين،عند تعيينها كسفيرة لمملكة البحرين في فرنسا، أصبحت أول سفيرة يتم تعيينها من قبل مملكة البحرين. هي من أوائل السيدات اللاتي مارسن مهنة المحاماة في مملكة البحرين. وثالث امرأة اٌنتخبت كرئيس للجمعية العامة للأمم المتحدة ،وأول امرأة عربية وأول امرأة مسلمة تشغل هذا المنصب.

## الحياة الشخصية
تنتمي الشيخة هيا إلى عائلة آل خليفة الحاكمة في مملكة البحرين ،وهي ابنة عم الملك حمد بن عيسى آل خليفة.

## مهنتها القانونية
حصلت على شهادة البكالوريس في القانون من جامعة الكويت عام 1974 ثم تابعت دراستها في فرنسا العام 1977 في جامعة باريس في مجال القانون الدولي العام ،وحصلت أيضاً على دبلوم في قانون حقوق الأنسان الخاص من جامعة الأسكندرية عام 1986 ،ودبلوم من جامعة عين شمس في القانون المقارن عام 1988. كانت أيضا مع لولوة العوضي أول امرأتين في البحرين تمارسا القانون عام 1979. ولدى هيا مكتبها الخاص «مكتب هيا راشد آل خليفة للمحاماة». من 1997 إلى 1999 شغلت منصب نائب الرئيس في الجمعية النقابية الدولية. كما انها المستشار القانوني للمحكمة الملكية في البحرين. كما أنها مُستشار دولي في جمعية الأيتام العالمية.(جمعية خيرية).

## مهنتها الدبلوماسية
تمّ انتخابها من قبل الدول الأعضاء في الجمعية العامة للأمم المتحدة كرئيس للجمعية العامة للأمم المتحدة في دورتها الحادية والستين التي بدأت في 12 سبتمبر 2006 ،وانتهت في 17 سبتمبر 2007.وهي أول امرأة مسلمة تشغل هذا المنصب.كانت قبل ذلك سفيرة لبلدها لدى فرنسا وسفيرة غير مقيمة لدى بلجيكا وسويسرا وإسبانيا من عام 2000 إلى عام 2004. وفي نفس الفترة، تولت منصب المندوبة الدائمة لمملكة البحرين لدى منظمة الأمم المتحدة للتربية والعلم والثقافة (اليونسكو).

## روابط خارجية
- هيا راشد آل خليفة على موقع مونزينجر (الألمانية)